# Daniil
Daniil (russisch Даниил), auch Danil (russisch Данил), ist ein männlicher Vorname, die russische Variante des Vornamens Daniel. Zur Herkunft und Bedeutung des Namens siehe hier.

## Namensträger
- Daniil (Patriarch) (* 1972), bulgarischer Geistlicher, Patriarch der Bulgarisch-Orthodoxen Kirche
- Daniil Wladimirowitsch Andrijenko (* 1989), russischer Ruderer
- Daniil Jurjewitsch Apalkow (* 1992), russischer Eishockeyspieler
- Daniil Sergejewitsch Burkenja (* 1978), russischer Dreispringer
- Daniil Charms (1905–1942), russischer Schriftsteller und Dichter
- Daniil Dmitrijewitsch Cholmski († 1493), russischer Fürst, Bojare und Feldherr
- Daniil Iljitsch Chomski (1938–2024), russischer Physiker
- Daniil Jakowlewitsch Chrabrowizki (1923–1980), russischer Drehbuchautor und Filmregisseur
- Daniil Awraamowitsch Chwolson (1819–1911), russischer Orientalist und Altertumsforscher
- Daniil Dmitrijewitsch Dubow (* 1996), russischer Schachspieler
- Daniil Borissowitsch Elkonin (1904–1984), sowjetischer Pädagoge und Psychologe
- Daniil Alexandrowitsch Granin (1919–2017), russischer Schriftsteller
- Daniil Nikititsch Kaschin (1769–1841), russischer Komponist
- Daniil Wjatscheslawowitsch Kwjat (* 1994), russischer Automobilrennfahrer
- Daniil Lwowitsch Lintschewski (* 1990), russischer Schachspieler
- Daniil Jewgenjewitsch Markow (* 1976), russischer Eishockeyspieler
- Daniil Sergejewitsch Medwedew (* 1996), russischer Tennisspieler
- Daniil Alexandrowitsch Moskowski (1261–1303), Fürst von Moskau; wird als Daniel von Moskau von der russisch-orthodoxen Kirche als Heiliger verehrt
- Daniil Jurjewitsch Mowe (* 1985), russischer Automobilrennfahrer
- Daniil Savitski (* 1989), estnischer Fußballspieler
- Daniil Borissowitsch Schafran (1923–1997), russischer Cellist
- Daniil Borissowitsch Schischkarjow (* 1988), russischer Handballspieler
- Daniil Ruslanowitsch Serochwostow (* 1999), russischer Biathlet
- Daniil Jewgenjewitsch Sobtschenko (1991–2011), russisch-ukrainischer Eishockeyspieler
- Daniil Semjonowitsch Solod (1908–1988), sowjetischer Botschafter
- Daniil Steptšenko (* 1986), estnischer Biathlet
- Daniil Jegorowitsch Sulimow (1891–1937), sowjetischer Parteifunktionär und Staatsmann
- Daniil Wadimowitsch Tarassow (* 1999), russischer Eishockeytorwart
- Daniil Wladimirowitsch Tarassow (* 1991), russischer Eishockeyspieler
- Daniil Olegowitsch Trifonow (* 1991), russischer Pianist und Komponist
- Daniil Alexandrowitsch Zyplakow (* 1992), russischer Hochspringer